# Allan Pettersson
Gustaf Allan Pettersson (Västra Ryd, provincie Stockholms län, 19 september 1911 – Stockholm, 20 juni 1980) was een Zweeds componist.

## Levensloop
Allan Pettersson, een van de vier kinderen van een gewelddadige alcoholist en smid en een zeer vrome moeder, groeide op in de armere wijken in Stockholm. Hij bleef altijd in Stockholm wonen. In 1930 begon hij aan een studie viool en altviool aan het Kungliga Musikhögskolan (Koninklijk Conservatorium) in Stockholm. Daarna studeerde hij contrapunt en harmonieleer.
Hij groeide uit tot een goede altist, maar begon toen ook al te componeren, voornamelijk liederen en kamermuziek. Door een beurs van de Jenny Lind Stichting werd hij in staat gesteld in 1939 en 1940 verder altviool te studeren in Parijs bij Maurice Vieux, terwijl hij gelijktijdig violist was van het Stockholms Konsertförenings Orkester, het latere Stockholms Philharmonisch Orkest (tot 1951). Daarna (1951-1953) studeerde hij verder compositie. Hij kreeg les van Arthur Honegger en René Leibowitz. Van de laatste, die hem de beginselen van de dodecafonie probeerde bij te brengen, zei hij niets te hebben geleerd. Hij volgde ook privélessen bij Karl-Birger Blomdahl en Otto Olsson.
In 1953 kreeg hij de eerste signalen van polyartritis, een ziekte die hem vanaf dan zou volgen en uiteindelijk slopen. In 1964 kreeg hij een Staatsprijs, die bestond uit een levenslang gegarandeerd inkomen, zodat hij zich geheel kon toeleggen op componeren. In 1968 won hij nog een prijs van de stad Stockholm. In 1970 lag hij negen maanden in het ziekenhuis. Volgens de overlevering gebruikte hij de verbanden waarin hij gewikkeld was, om notities te maken voor zijn 10e en 11e symfonie. In 1975 kreeg hij ruzie met het Stockholms Philharmonisch Orkest bij het samenstellen van het concertprogramma voor een tournee door de Verenigde Staten. Hij verbood daarna dat het orkest zijn werken uitvoerde; later verviel deze ban weer.
In 1976 waren de gevolgen van zijn ziekte zo ernstig dat hij (van staatswege) verzorgd moest worden. Hij kwam zijn huis niet meer uit. In 1977 ontving hij de Zweedse koninklijke onderscheiding Litteris et Artibus. In 1979, een jaar voor zijn dood, werd hem een eredoctoraat verstrekt.

## Muziek
Qua stijl is Pettersson een buitenbeentje gebleven, want de meeste van zijn tijdgenoten gingen over tot het componeren van seriële muziek. Hij behield de aansluiting met de traditie en wees de atonaliteit resoluut af. Verwantschap met het symfonisch werk van Gustav Mahler, Jean Sibelius en Dmitri Sjostakovitsj is hoorbaar. Zijn composities zijn energiek en kennen vaak lange melodielijnen met obsessief aandoende ostinati van schijnbaar eenvoudige motieven. Daarbij maakt hij ook gebruik van massieve klankclusters. Veel van zijn symfonieën zijn eendelig en langdurig, zodat de uitvoering het uiterste vergt van de musici.
In zijn latere symfonieën horen sommige commentatoren de pijn die behoort bij zijn ziektebeeld, door vele dissonanten en hevige climaxen. Pettersson zei daarover dat de pijn niet hemzelf gold, maar universeel was: "Muziek is een protest tegen de lotsbestemming, de wreedheid tegen de mens, de mens zonder een kans". Programmatisch wilde hij zijn muziek uitdrukkelijk niet noemen: "Ik zie geen beelden voor me, als ik componeer. Alles wat ik wil zeggen, is in mijn muziek uitgedrukt met puur muzikale middelen en dus niet met programma's". Een uitzondering daarop is de emotionele Twaalfde symfonie De döda på torget met koor, op het gedicht Los muertos de la plaza van Pablo Neruda, waarin de slachtoffers van de Chileense staatsgreep van 1973 worden herdacht.
Petterssons werk wordt weinig uitgevoerd, maar kent vooral in Scandinavië en Duitsland een trouwe aanhang van fervente bewonderaars. Zo bestaan er diverse Allan Pettersson Societies (zie externe links) en verschijnt er sinds 1986 jaarlijks een Allan-Pettersson-Jahrbuch. Een dirigent die zich al vroeg inzette voor Petterssons muziek is Sergiu Comissiona, aan wie de Negende symfonie is opgedragen. De relatief meest gespeelde symfonieën zijn de nummers 6, 7 en 8. Van de Zevende betekende de opname van Antal Doráti een doorbraak voor Pettersson. Door diezelfde Zevende kreeg Pettersson echter ruzie met het Stockholms Philharmonisch Orkest en Gennadi Rozjdestvenski, die na enkele slecht verlopen repetities weigerde het werk te dirigeren. Delen uit de Zevende symfonie zijn gebruikt door de Zweedse regisseur Roy Andersson in zijn korte film Härlig är jorden (World of Glory) uit 1991.

## Oeuvre
- 1934: Twee elegieën voor viool en piano
- 1935: Zes liederen
- 1936: Fantasie voor altviool
- 1936: Vier improvisaties voor viool, altviool en cello
- 1938: Andante expressivo voor viool en piano
- 1942: Romance voor viool en piano
- 1943-1945: Barfotasånger (Blootvoetsliederen): 24 liederen gebaseerd op verhalen van Indianen
- 1945: Lamento voor piano
- 1948: Fuga voor hobo, klarinet en fagot
- 1949: Concert voor viool en strijkkwartet (Vioolconcert nr. 1)
- 1949-1950: Concert voor strijkorkest nr. 1
- 1951 Symfonie nr. 1 (onvoltooid)
- 1951 Zeven sonates voor twee violen
- 1952-1953: Symfonie nr. 2
- 1954-1955: Symfonie nr. 3
- 1956: Concert voor strijkorkest nr. 2
- 1956-1957: Concert voor strijkorkest nr. 3 waarin Mesto
- 1958-1959: Symfonie nr. 4
- 1960-1962: Symfonie nr. 5
- 1963-1966: Symfonie nr. 6
- 1966-1967: Symfonie nr. 7
- 1968-1969: Symfonie nr. 8
- 1970: Symfonie nr. 9
- 1972: Symfonie nr. 10
- 1973: Symfonie nr. 11
- 1973: Symfonisk sats (Symfonisch deel)
- 1974: Symfonie nr. 12, De döda på torget (De doden op het plein) met gemengd koor, gebaseerd op gedichten van Pablo Neruda
- 1974: Vox Humana (cantate)
- 1976: Symfonie nr 13
- 1977-1978: Concert voor viool en orkest (vioolconcert 2)
- 1978: Symfonie nr. 14
- 1978: Symfonie nr. 15
- 1979: Symfonie nr. 16
- 1979: Concert voor altviool en orkest
- 1980: Symfonie nr. 17 (alleen fragment)

## Discografie
- Symfonie Nr. 1
  - Norrköping Symphony Orchestra, Christian Lindberg
- Symfonie Nr. 2 (1952/53)
  - Swedish Radio Symphony Orchestra, Stig Westerberg
  - BBC Scottish Symphony Orchestra, Alun Francis
  - Norrköping Symphony Orchestra, Christian Lindberg
- Symfonie Nr. 3 (1954/55)
  - Rundfunk-Sinfonieorchester Saarbrücken, Alun Francis
  - Norrköping Symphony Orchestra, Leif Segerstam
- Symfonie Nr. 4 (1958/59)
  - Göteborgs Symphoniker, Sergiu Comissiona
  - Rundfunk-Sinfonieorchester Saarbrücken, Alun Francis
  - Norrköping Symphony Orchestra, Christian Lindberg
- Symfonie Nr. 5 (1960/62)
  - Berliner Sibelius Orchester, Andreas Peer Kähler
  - Malmö Symphony Orchestra, Moshe Atzmon
  - Rundfunk-Sinfonieorchester Saarbrücken, Alun Francis
- Symfonie Nr. 6 (1963/66)
  - Norrköping Symphony Orchestra, Okko Kamu
  - Deutsches-Sinfonie-Orchester Berlin, Manfred Trojahn
  - Norrköping Symphony Orchestra, Christian Lindberg
- Symfonie Nr. 7 (1966/67)
  - Stockholm Philharmonic Orchestra, Antal Doráti
  - Swedish Radio Symphony Orchestra, Sergiu Comissiona
  - Philharmonisches Staatsorchester Hamburg, Gerd Albrecht
  - Norrköping Symphony Orchestra, Leif Segerstam
  - Norrköping Symphony Orchestra, Christian Lindberg - BIS SACD 2240
- Symfonie Nr. 8 (1968/69)
  - Baltimore Symphony Orchestra, Sergiu Comissiona
  - Radio-Symphonie-Orchester Berlin, Thomas Sanderling
  - Philharmonisches Staatsorchester Hamburg, Gerd Albrecht
  - Norrköping Symphony Orchestra, Leif Segerstam
- Symfonie Nr. 9 (1970)
  - Göteborgs Symfoniker, Sergiu Comissiona
  - Deutsches Symphonie-Orchester Berlin, Alun Francis
  - Norrköping Symphony Orchestra, Christian Lindberg
- Symfonie Nr. 10 (1971/72)
  - Swedish Radio Symphony Orchestra, Antal Doráti
  - Radio-Philharmonie Hannover des NDR, Alun Francis
  - Norrköping Symphony Orchestra, Leif Segerstam
- Sinfonie Nr. 11 (1971/73)
  - Norrköping Symphony Orchestra, Leif Segerstam
  - Radio-Philharmonie Hannover des NDR, Alun Francis
- Symfonie Nr. 12 De döda på torget (1973/74)
  - Stockholms Filharmoniska Orkester, Stockholms Filharmoniska Kör, Uppsala Akademiska Kammarkör, Carl Rune Larsson
  - Swedish Radio Symphony Orchestra, Swedish Radio Choir, Eric Ericson Choir, Manfred Honeck
- Symfonie Nr. 13 (1976)
  - BBC Scottish Symphony Orchestra, Alun Francis
  - Norrköping Symphony Orchestra, Christian Lindberg
  - Skånegatan V (Virtual) Orkester, Markus Brylka producer
- Symfonie Nr. 14 (1976)
  - Stockholms Filharmoniska Orkester, Sergiu Comissiona
  - Radio-Symphonie-Orchester Berlin, Johan M. Arnell
  - Norrköping Symphony Orchestra, Christian Lindberg
- Symfonie Nr. 15 (1978)
  - Deutsches Symphonie-Orchester Berlin, Peter Ruzicka
  - Norrköping Symphony Orchestra, Leif Segerstam
- Symfonie Nr. 16 (1979)
  - Frederick L. Hemke (saxofoon), Stockholm Philharmonic Orchestra, Yuri Ahronovitch
  - John-Edward Kelly (saxofoon), Rundfunk-Sinfonieorchester Saarbrücken, Alun Francis
  - Jörgen Pettersson (saxofoon), Norrköping Symphony Orchestra, Christian Lindberg
- Concert Nr. 1 voor viool en strijkkwartet (1949)
  - Ulf Hoelscher, Mandelring-Quartett
- Concert Nr. 2 voor viool en orkest (1977/78)
  - Ida Haendel (viool), Swedish Radio Symphony Orchestra, Herbert Blomstedt
  - Isabelle van Keulen (viool), Swedish Radio Symphony Orchestra, Thomas Dausgaard
- Zeven Sonates voor twee violen (1951)
  - Duo Gelland
- Lamento voor piano (1945)
  - Volker Banfield
  - Lennart Wallin